# Харник, Мартин
Ма́ртин Ха́рник (нем. Martin Harnik; 10 июня 1987, Гамбург, Германия) — австрийский футболист, нападающий клуба «Дассендорф». Выступал за национальную сборную Австрии.

## Биография
Эрих Харник, отец Мартина, выходец из Аллерхайлигена в Мюрцтале в Австрии, и Сюзанн Харник, мать Мартина, из Гамбурга. После того как Эрих встретил свою будущую супругу, он мигрировал в Гамбург. Мартин Харник, младший из трех детей, выросший в Гамбургском округе — Кирхвердер.
Воспитанник футбольной школы клуба SC Vier- und Marschlande, в котором в 2002 году начал карьеру. В 2006 году он перешёл в бременский «Вердер», сначала он выступал за третий состав клуба в Региональной лиге. Ему пришлось пропустить часть сезона 2007 года из-за перелома метатарзальной кости. В начале сезона 2007/08 он включен в основной состав клуба и заключил контракт до 2010 года. 15 августа 2007 года игрок дебютировал на профессиональном уровне.
В период с 2009-го по 2010-й выступал в аренде в составе «Фортуны» из Дюссельдорфа.
В 2010 году стал футболистом «Штутгарт», за который играл до 2016 года.
После этого два года был игроком «Ганновера».
25 мая 2018 года Харник подписал контракт с родным «Вердером». В сентябре 2019 года Мартин Харник на правах аренды перешел в «Гамбург». 

## Достижения
«Вердер»
- Серебряный призёр чемпионат Германии: 2007/08